# Salvador Espriu
Salvador Espriu (ur. 10 lipca 1913 w Santa Coloma de Farners, zm. 22 lutego 1985 w Barcelonie) – pisarz kataloński.
Początkowo pisał modernistyczne powieści (m.in. El doctor Rip z 1931) i dramaty (m.in. Antígona). Później pod wpływem francuskiego impresjonizmu i hiszpańskiego baroku zaczął tworzyć poezje pełne biblijnych i mitologicznych nawiązań, które służyły do alegorycznego przedstawienia rzeczywistości.